# Kopalnia Węgla Kamiennego Chwałowice
Kopalnia Węgla Kamiennego Chwałowice – kopalnia węgla kamiennego znajdująca się w Rybniku – dzielnicy Chwałowice. Kopalnia położona przy drodze wylotowej z Rybnika w kierunku Świerklan. Obecnie wchodzi w skład zespolonej KWK ROW jako Ruch Chwałowice.

## Historia
Utworzona 14 września 1897 jako Donnersmarck-Grube przez połączenie pól górniczych przez Guidona Henckel von Donnersmarcka. Na początku XXI stulecia przejęła teren KWK Rymer w dzielnicy Niedobczyce i tym samym zamykając ją, część górników została przeniesiona do pracy w pobliskich kopalniach.
Przy KWK Chwałowice, Ministerstwo Bezpieczeństwa Publicznego na podstawie dekretu PKWN z 31 sierpnia 1944 utworzyło obóz pracy nr 32 podlegający Centralnemu Zarządowi Przemysłu Węglowego.

## Kopalnia
Kopalnia wydobywa ok. 10 500 ton na dobę. Operatywne zasoby węgla wynoszą 126 315 tys. ton do poziomu 700 m i 243 738 tys. ton do poziomu 1000 m. Jest to energetyczny węgiel gazowo-płomienny typu 32.1.
Kopalnia posiada dwa poziomy wydobywcze  - o głębokości 550 m i 700 m. Poziomy wentylacyjne znajdują się na głębokości 305 m (planuje się jego upraszczanie aż do całkowitej likwidacji) oraz 390 m.
Kopalnia obejmuje dwa obszary górnicze o łącznej powierzchni 40,35 km²: rodzimy „Chwałowice” o powierzchni 20,7 km² oraz OG „Rymer” po „wchłoniętej” i zlikwidowanej kopalni o tej samej nazwie i powierzchni 19,65 km².
Kopalnia dysponuje sześcioma szybami w obszarze górniczym Chwałowice:
wdechowe – zlokalizowane centralnie:
- szyb I    – głębokość 415,24 m
- szyb II   – głębokość 723,6 m;
- szyb VIII – głębokość 725,75 m;

wentylacyjne – peryferyjne:
- szyb V      – głębokość 399,77 m;
- szyb VII    – głębokość 543,25 m;

Kopalnia w I półroczu 2014 r. zatrudniała 3135 pracowników i przynosiła straty w wysokości -12,46 zł. na tonie wydobytego węgla. 
Średniodobowe wydobycie w 2016 r. wynosiło 9500 ton.
Kopalnia jest zabezpieczana przez Okręgową Stację Ratownictwa Górniczego w Wodzisławiu Śląskim.